# Абрамов, Иосиф Ашотович
Ио́сиф Ашо́тович Абра́мов (род. 9 апреля 2001 года, Ростов-на-Дону, Россия) — российский профессиональный игрок в бильярд, многократный чемпион мира по русскому бильярду. Один из наиболее успешных игроков в пирамиду 2020-х годов. Мастер спорта России международного класса.

## Биография
В раннем возрасте семья Абрамова переехала в Архипо-Осиповку (Краснодарский край). Отец, Ашот Абрамов, работал маркером в местной бильярдной, где Иосиф впервые познакомился с игрой. В возрасте пяти лет начал проявлять интерес к бильярду, после чего начал регулярные тренировки. 
С шести лет участвовал в турнирах Краснодарского края, где быстро привлек внимание соперников. В 10 лет одержал свою первую значимую победу, обыграв трёхкратного чемпиона мира Каныбека Сагынбаева (4:3).
В 12 лет стал победителем крупного турнира и получил в качестве приза автомобиль, который передал старшему брату. В 16 лет завоевал чемпионский титул, обойдя более опытных соперников.
С 2017 года выступает за Ростов-на-Дону.
В том же 2017 году стал чемпионом мира, одержав победу как в личном, так и в командном зачёте.
В 2018 году его отец открыл первый бильярдный клуб «Чемпион» в Архипо-Осиповке. Впоследствии сеть расширилась до шести клубов: четырёх в Краснодаре и одного в Аксае.
В 2019 году Абрамов одержал победу в ряде крупных турниров, включая «Кубок Кремля-2019» и «Кубок«Империи», чемпионата и кубка мира по «Комбинированной пирамиде», открытого кубок Чеченской Республики в память Героя России Ахмат-Хаджи Кадырова по «Московской пирамиде», первенства России по бильярду. По итогам года занял первую строчку мирового рейтинга бильярдистов и получил звание мастера спорта России международного класса.
В 2020-х годах Иосиф Абрамов продолжил успешно выступать на международных и национальных турнирах по бильярду. Среди его побед:  BeetВоom Лига Чемпионов 2020, Кубок Чемпионов 2020, ХV турнир Кубок Кремля 2021 «Комбинированная пирамида», Чемпионат России 2021 «Комбинированная пирамида», Legend Cup 2022, Ежегодный кубок БК «БАМ» по пирамиде 2023 , Кубок "VEDEXX" по пирамиде 2023 , Чемпионат России 2024 «Свободная пирамида», Чемпионат мира 2024 «Свободная пирамида», Кубок Мира II Кубок Главы Екатеринбурга 2024 , Кубок «Империи-2024», XVII Турнир «Кубок Кремля», Кубок мира «Комбинированная пирамида» 2024 , Промо Матч 2024 , BeetВоom Лига Чемпионов 2025.
Абрамов является студентом Ростовского Государственного Экономического Университета (РИНХ). Женат, имеет сына.

## Наиболее значимые достижения в карьере
Чемпионаты мира
- Чемпион мира по комбинированной пирамиде (2017, 2019)[31].
- Чемпион мира по свободной пирамиде (2024)[23].
- Чемпион мира по свободной пирамиде (2025)[32].

- Серебряный призёр чемпионата мира по динамичной пирамиде (2018)[31].

Чемпионаты России
- Чемпион России по комбинированной пирамиде (2021)[18].
- Чемпион России по свободной пирамиде (2024)[22].
- Чемпион России по свободной пирамиде (2025)[33].

- Бронзовый призёр чемпионата России по динамичной пирамиде (2023)[34].

Кубок Кремля
- Победитель турнира (2019, 2021, 2024)[17][26].

Кубок мира
- Победитель Кубка мира по комбинированной пирамиде (2019, 2024)[27].
- Серебряный призёр BeetВоom Кубка мира (2024).

Лига чемпионов
- Победитель BeetВоom Лиги чемпионов (2020, 2025)[4].

Кубок чемпионов
- Победитель BeetВоom Кубка чемпионов (2020)[16].
- Бронзовый призёр BeetВоom Кубка чемпионов (2024).
- Бронзовый призёр BeetВоom Кубка чемпионов (2025).

Другие турниры
- Победитель международного турнира AJARA OPEN (2018)[35].
- Победитель открытого кубка Чеченской Республики памяти Ахмат-Хаджи Кадырова (2019)[36].
- Победитель Legend Cup (2022)[19].
- Победитель ежегодного кубка БК «БАМ» по пирамиде (2023)[20].
- Победитель Кубка "VEDEXX" по пирамиде (2023)[21].
- Победитель Кубка «Империи» (2024)[25].
- Победитель Кубка Главы Екатеринбурга (2024)[24].
- Победитель промо-матча (2024)[27], BeetВоom Лига Чемпионов 2025[28].
- Бронзовый призёр Кубка Главы Екатеринбурга (2023).
- Бронзовый призёр Кубка мэра Евпатории (2024).
- Бронзовый призёр Кубка Трестфом (2024).